# Pero suffusa
Pero suffusa là một loài bướm đêm trong họ Geometridae.